# Falcunculinae
Sous-famille
Synonymes
- famille Falcunculidae Chenu & Des Murs, 1853[1]

Les Falcunculinae sont une sous-famille de passereaux de la famille des Pachycephalidae. Elle n'est représentée que par un seul genre et une seule espèce.

## Systématique
La sous-famille des Falcunculinae est attribuée, en 1853, aux ornithologues français Jean-Charles Chenu (1808-1879) et Marc Des Murs (1804-1894).

## Liste des genres et espèces
Selon BioLib (21 mars 2022) :
- genre Falcunculus Vieillot, 1816
  - Falcunculus frontatus (Latham 1802) - Falconelle à casque